# بریتیش ریل کلاس ۲۰۱
بریتیش ریل کلاس ۲۰۱ (انگلیسی: British Rail Class 201) یک قطار خودگرانشی دیزلی ساخت شرکت  ایست‌لی وورکز و اشفورد ریلوی وورکز است.
این قطار که از سال ۱۹۵۷ تا ۱۹۵۸ تولید میشده دارای ۷۵۰ کیلووات توان خروجی و ۱۲۱ کیلومتر سرعت نهایی بوده است. 